# 貝爾維尤 (肯塔基州布恩縣)
貝爾維尤（英語：Belleview）是位於美國肯塔基州布恩縣的一個人口普查指定地區。

## 人口
根據2020年美國人口普查的數據，貝爾維尤的面積為4.82平方千米，當中陸地面積為3.52平方千米，而水域面積為1.30平方千米。當地共有人口308人，而人口密度為每平方千米63.9人。